# Strzelce Krajeńskie (công xã)
Gmina Strzelce Krajeńskie là một vùng thành thị - nông thôn (công xã) ở Strzelce-Drezdenko, Lubusz Voivodeship, ở phía tây Ba Lan. Khu vực hành chính của nó là Strzelce Krajeńskie, nằm cách khoảng 25 kilômét (16 mi) về phía đông bắc của Gorzów Wielkopolski.
Gmina có diện tích là 318,57 kilômét vuông (123,0 dặm vuông Anh), và tính đến năm 2006, tổng dân số của nó là 17.389 (trong đó dân số của Strzelce Krajeńskie lên tới 10.143, và dân số của vùng nông thôn của Gmina là 7.246).
Gmina gồm một phần của khu vực được bảo vệ gọi là Công viên cảnh quan Barlinek-Gorzów.

## Làng
Ngoài Gmina Strzelce Krajenskie, Gmina Strzelce Krajenskie gồm các làng và các khu định cư của Bobrówko, Bronowice, Brzoza, Buszewko, Buszów, Chwytowo, Ciecierzyn, Czyżewo, Danków, Długie, Gardzko, Gilów, Golczewice, địa y, Lipie Gory, Lubicz, Machary, Nam Osiedle, Ogardy, Ogardzki Mlýn, Piastowo, Pielice, Pieńkowice, Przyłęg, Puszczykowo, Sidłów, Slawno, Sokólsko, Śródlesie, Strzelce Klasztorne, Tuczenko, tuczno, Wełmin, Wielisławice, Wilanów và Żabicko.

## Gmina lân cận
Gmina Strzelce Krajeńskie giáp với các Gmina của Barlinek, Bierzwnik, Dobiegniew, Kłodawa, Krzęcin, Pełczyce, Santok, Stare Kurowo và Zwierzyn.